# Quintanaortuño
Quintanaortuño ist eine 284 Einwohner (Stand: 2024) zählende Gemeinde der Provinz Burgos in der Autonomen Gemeinschaft Kastilien-León (Castilla y León), Spanien. Sie gehört zur Comarca Alfoz de Burgos.

## Lage
Quintanaortuño liegt etwa zehn Kilometer nördlich vom Stadtzentrum von Burgos am Río Ubierna. Durch die Gemeinde führt die Autovía A-73.

## Bevölkerungsentwicklung
| Jahr      | 1970 | 1981 | 1991 | 2001 | 2011 | 2021 |
| Einwohner | 190  | 131  | 113  | 135  | 264  | 274  |

## Sehenswürdigkeiten
- Kirche San Juan de Ortega
- Ehemaliger Wehrturm aus dem 16. Jahrhundert

## Persönlichkeiten
- Juan de Quintanaortuño (um 1080–1163), Heiliger, Erbauer von Kirchen und Brücken